# Хосе Антонио Рејес
Хосе Антонио Рејес Калдерон (шп. José Antonio Reyes Calderón; 1. септембар 1983 — 1. јун 2019) био је шпански фудбалер који је играо на позицији левог крила и повремено као нападач.

## Клупска каријера
Каријеру је започео у омладинској школи Севиље, за коју је и играо прве четири сезоне у професионалном фудбалу. Пошто се добро показао у шпанском клубу, други клубови су га тражили, а у јануару 2004. године је потписао уговор са Арсеналом за своту од 17.000.000 фунти. За Арсенал је дебитовао 1. фебруара 2004. у победи против Манчестер Ситија. У августу 2004. године добио је награду за играча месеца у Премијер лиги. Био је у Арсеналовој непобедивој екипи у сезони 2003/04. Последњу сезону у Арсеналу је заправо провео на позајмици у Реал Мадриду где је постигао 7 голова на 38 утакмица у свим такмичењима. За Атлетико Мадрид је потписао званичан уговор 30. јула 2007. Након што је провео четири сезоне у Атлетику, и једну сезону на позајмици у Бенфици, вратио се у матични клуб Севиљу. По повратку у Севиљу, који се догодио 5. јануара 2012. године, Рејес је одиграо прву утакмицу против Рајо Ваљекана коју је Севиља изгубила резултатом 2:1, а против истог противника је 5 месеци касније постигао једини гол у сезони. Био је у тиму Севиље када је овај тим три пута заредом освојио Лигу Европе. Касније је играо у Еспањолу, Кордоби, Ксинђијангу и Екстремадури.

## Репрезентативна каријера
За репрезентацију Шпаније је одиграо 21 меч и постигао 4 гола, а био је у саставу тима на Светском првенству 2006.

## Смрт
Рејес је 1. јуна 2019. погинуо у саобраћајној незгоди у родном граду Утрери.

## Статистика каријере

### Клупска
Ажурирано 30. јануара 2018.
| Клуб                    | Сезона            | Лига                  | Лига     | Лига   | Куп      | Куп    | Лига куп | Лига куп | Континентална такмичења | Континентална такмичења | Остало   | Остало | Укупно   | Укупно |
| Клуб                    | Сезона            | Дивизија              | Утакмице | Голови | Утакмице | Голови | Утакмице | Голови   | Утакмице                | Голови                  | Утакмице | Голови | Утакмице | Голови |
| ----------------------- | ----------------- | --------------------- | -------- | ------ | -------- | ------ | -------- | -------- | ----------------------- | ----------------------- | -------- | ------ | -------- | ------ |
| Севиља Б                | 1999/2000.        | Друга лига Шпаније    | 32       | 1      | —        | —      | —        | —        | —                       | —                       | —        | —      | 32       | 1      |
| Севиља                  | 1999/2000.        | Прва лига Шпаније     | 1        | 0      | 0        | 0      | —        | —        | —                       | —                       | —        | —      | 1        | 0      |
| Севиља                  | 2000/01.          | Друга лига Шпаније    | 1        | 0      | 1        | 0      | —        | —        | —                       | —                       | —        | —      | 2        | 0      |
| Севиља                  | 2001/02.          | Прва лига Шпаније     | 29       | 8      | 1        | 0      | —        | —        | —                       | —                       | —        | —      | 30       | 8      |
| Севиља                  | 2002/03.          | Прва лига Шпаније     | 34       | 9      | 4        | 2      | —        | —        | —                       | —                       | —        | —      | 38       | 11     |
| Севиља                  | 2003/04.          | Прва лига Шпаније     | 21       | 5      | 4        | 1      | —        | —        | —                       | —                       | —        | —      | 25       | 6      |
| Севиља                  | Укупно            | Укупно                | 86       | 22     | 10       | 3      | —        | —        | —                       | —                       | —        | —      | 96       | 25     |
| Арсенал                 | 2003/04.          | Премијер лига         | 13       | 2      | 4        | 2      | 0        | 0        | 4                       | 1                       | —        | —      | 21       | 5      |
| Арсенал                 | 2004/05.          | Премијер лига         | 30       | 9      | 6        | 1      | 0        | 0        | 8                       | 1                       | 1        | 1      | 45       | 12     |
| Арсенал                 | 2005/06.          | Премијер лига         | 26       | 5      | 5        | 1      | 0        | 0        | 12                      | 0                       | 1        | 0      | 44       | 6      |
| Арсенал                 | Укупно            | Укупно                | 69       | 16     | 15       | 4      | 0        | 0        | 24                      | 2                       | 2        | 1      | 110      | 23     |
| Реал Мадрид (позајмица) | 2006/07.          | Прва лига Шпаније     | 30       | 6      | 4        | 0      | —        | —        | 4                       | 1                       | —        | —      | 38       | 7      |
| Атлетико Мадрид         | 2007/08.          | Прва лига Шпаније     | 26       | 0      | 5        | 0      | —        | —        | 6                       | 0                       | —        | —      | 37       | 0      |
| Атлетико Мадрид         | 2009/10.          | Прва лига Шпаније     | 30       | 2      | 9        | 1      | —        | —        | 14                      | 1                       | —        | —      | 53       | 4      |
| Атлетико Мадрид         | 2010/11.          | Прва лига Шпаније     | 34       | 6      | 5        | 0      | —        | —        | 4                       | 0                       | 1        | 1      | 44       | 7      |
| Атлетико Мадрид         | 2011/12.          | Прва лига Шпаније     | 13       | 0      | 0        | 0      | —        | —        | 7                       | 3                       | —        | —      | 20       | 3      |
| Атлетико Мадрид         | Укупно            | Укупно                | 104      | 8      | 19       | 1      | —        | —        | 31                      | 4                       | 1        | 1      | 155      | 14     |
| Бенфика (позајмица)     | 2008/09.          | Прва лига Португалије | 24       | 4      | 2        | 0      | 4        | 1        | 5                       | 1                       | —        | —      | 35       | 6      |
| Севиља                  | 2011/12.          | Прва лига Шпаније     | 19       | 1      | 1        | 0      | —        | —        | —                       | —                       | —        | —      | 20       | 1      |
| Севиља                  | 2012/13.          | Прва лига Шпаније     | 26       | 4      | 6        | 0      | —        | —        | —                       | —                       | —        | —      | 32       | 4      |
| Севиља                  | 2013/14.          | Прва лига Шпаније     | 21       | 0      | 1        | 0      | —        | —        | 12                      | 2                       | —        | —      | 34       | 2      |
| Севиља                  | 2014/15.          | Прва лига Шпаније     | 19       | 3      | 4        | 1      | —        | —        | 13                      | 1                       | 1        | 0      | 37       | 5      |
| Севиља                  | 2015/16.          | Прва лига Шпаније     | 24       | 1      | 5        | 2      | —        | —        | 4                       | 0                       | 1        | 0      | 34       | 3      |
| Севиља                  | Укупно            | Укупно                | 109      | 9      | 17       | 3      | —        | —        | 29                      | 3                       | 2        | 0      | 157      | 15     |
| Еспањол                 | 2016/17.          | Прва лига Шпаније     | 21       | 3      | 2        | 1      | —        | —        | —                       | —                       | —        | —      | 23       | 4      |
| Укупно у каријери       | Укупно у каријери | Укупно у каријери     | 475      | 69     | 69       | 11     | 4        | 1        | 93                      | 11                      | 5        | 2      | 646      | 95     |

1. 1 2 3 4  Наступи у УЕФА Лиги шампиона
2. 1 2  Наступи у ФА Комјунити шилду
3. 1 2  Наступи у Купу УЕФА
4. ↑  Наступи у УЕФА Лиги шампиона и УЕФА Лиги Европе
5. 1 2 3 4  Наступи у УЕФА Лиги Европе
6. 1 2  Наступи у УЕФА суперкупу

### Репрезентативна
| Шпанија | Шпанија  | Шпанија |
| Година  | Утакмице | Голови  |
| ------- | -------- | ------- |
| 2003    | 4        | 2       |
| 2004    | 6        | 0       |
| 2005    | 5        | 0       |
| 2006    | 6        | 2       |
| Укупно  | 21       | 4       |

### Голови за репрезентацију
| #  | Датум             | Стадион                                           | Противник       | Гол   | Резултат | Такмичење                 |
| -- | ----------------- | ------------------------------------------------- | --------------- | ----- | -------- | ------------------------- |
| 1. | 11. октобар 2003. | Републикански стадион Јереван, Јереван, Јерменија | Јерменија       | 3 : 0 | 4 : 0    | Квалификације за ЕП 2004. |
| 2. | 11. октобар 2003. | Републикански стадион Јереван, Јереван, Јерменија | Јерменија       | 4 : 0 | 4 : 0    | Квалификације за ЕП 2004. |
| 3. | 1. март 2006.     | Стадион Хосе Зориља, Ваљадолид, Шпанија           | Обала Слоноваче | 2 : 1 | 3 : 2    | Пријатељска               |
| 4. | 3. јун 2006.      | Стадион Мануел Мартинез Валеро, Елче, Шпанија     | Египат          | 2 : 0 | 2 : 0    | Пријатељска               |

## Успеси

### Клупски
Севиља
- Друга лига Шпаније: 2000/01.
- УЕФА Лига Европе: 2013/14, 2014/15, 2015/16.

Арсенал
- Премијер лига: 2003/04.
- ФА куп: 2004/05.
- ФА Комјунити шилд: 2004.

Реал Мадрид
- Прва лига Шпаније: 2006/07.

Атлетико Мадрид
- УЕФА Лига Европе: 2009/10, 2011/12.
- УЕФА суперкуп: 2010.
- Интертото куп: 2007.

Бенфика
- Лига куп Португалије: 2008/09.

### Репрезентативни
Шпанија до 19
- Европско првенство до 19 година: 2002.

### Индивидуални
- Играч месеца Премијер лиге: август 2004.